# One Piece: Nanatsu shima no daihihō
One Piece: Nanatsu shima no daihihō (ONE PIECE ナナツ島の大秘宝?, Wan Pīsu: Nanatsu shima no daihihou, lett. "Il grande tesoro segreto dell'isola dei sette") è un videogioco di ruolo uscito esclusivamente in Giappone, per Game Boy Advance, basato sull'anime televisivo di One Piece; è stato commercializzato nel 2002 in Giappone da Banpresto.

## Trama
Rufy ed il suo equipaggio stanno navigando quando un temporale li colpisce. Il temporale distrugge la nave, ed i membri dell'equipaggio si disperdono intorno a un'isola, ognuno lontano da tutti. Fortunatamente Rufy trova un uccello che si comporta come una guida per far sì che ritrovi il suo equipaggio.

## Personaggi

### Personaggi utilizzabili
- Monkey D. Rufy
- Roronoa Zoro
- Nami
- Usop
- Sanji
- TonyTony Chopper
- Franky

### Personaggi esclusivi del videogioco
Simon (しもん?) è il boss principale del videogioco. Indossa un elaborato vestito bianco, con vistosi gioielli d'oro, e sotto di essa ha una camicia viola; inoltre, porta un monocolo sull'occhio destro e delle scarpe nere. Viene incontrato dalla ciurma di Cappello di Paglia mentre si trovano sull'isola e, alla fine, troverà la sconfitta. Simon ha ingerito il frutto Rogia Paper Paper, che gli consente di trasformarsi in pura carta, il che lo rende capace di effettuare attacchi precisi e taglienti oppure espandersi per volare grazie al vento; a discapito di ciò, se viene a contatto col fuoco, brucia istantaneamente.

## Modalità di gioco
Il gameplay è come quello di un tradizionale RPG. Rufy ed il suo equipaggio vagano per l'isola in cerca degli altri membri dell'equipaggio. Il giocatore può scegliere tre personaggi a testa per battaglia, che non si possono cambiare. I personaggi possono usare le loro abilità speciali di stordire i nemici ed attivare oggetti nel campo.
Le battaglie hanno luogo su un campo di battaglia a griglia. Il giocatore può scegliere tre personaggi a testa per battaglia. Si può attaccare l'avversario, o colpire ostacoli sul campo di battaglia per fare male al nemico. Il sistema di battaglia usa anche un sistema di colpi temporanei, dove premendo il bottone A il colpo causa più danno, o parte una combo. Il massimo numero di combo è 4.

## Accoglienza
Al momento dell'uscita, i quattro recensori della rivista Famitsū hanno dato un punteggio di 26/40.